# Laojieji (sockenhuvudort i Kina, Heilongjiang Sheng, lat 44,97, long 127,96)
Laojieji (kinesiska: 老街基, 老街基乡) är en sockenhuvudort i Kina. Den ligger i provinsen Heilongjiang, i den nordöstra delen av landet, omkring 140 kilometer sydost om provinshuvudstaden Harbin. Antalet invånare är 17 244. Befolkningen består av 8 256 kvinnor och 8 988 män. Barn under 15 år utgör 14,0 %, vuxna 15-64 år 78 %, och äldre över 65 år 6,0 %.
Runt Laojieji är det ganska tätbefolkat, med 65 invånare per kvadratkilometer. Närmaste större samhälle är Yimianpo, 12,9 km nordost om Laojieji. I omgivningarna runt Laojieji växer i huvudsak blandskog.
Genomsnittlig årsnederbörd är 926 millimeter. Den regnigaste månaden är juli, med i genomsnitt 208 mm nederbörd, och den torraste är januari, med 7 mm nederbörd.